# Pantalla LCD amb retroil·luminació LED

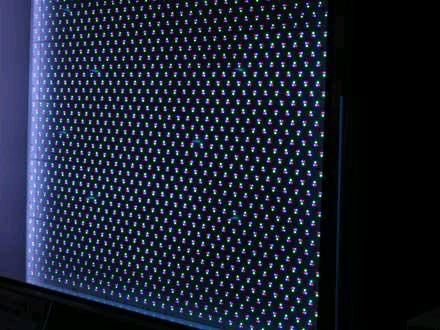
Unitat de retroil·luminació LED.

La pantalla LCD amb retroil·luminació LED o pantalla LED és una pantalla LCD que utilitza díodes emissors de llum (LED, acrònim anglès de light-emitting diode) com a font de retroil·luminació en lloc dels llums fluorescents utilitzats en les pantalles LCD tradicionals.
Les unitats de retroil·luminació són necessàries per les pantalles LCD, ja que aquestes no disposen de luminància pròpia. Actualment, la unitat de retroil·luminació més utilitzada és la CCFL (en anglès, cold cathode fluorescent lamps), però qualitats de la tecnologia LED com una esperança de vida llarga, una resposta ràpida, una àmplia gamma de colors i el respecte amb el medi ambient, la converteixen en una bona candidata substituïdora.
Existeixen dos tipus d'unitats o tècniques de retroil·luminació LED: LEDs blancs o LEDs RGB.

## Tècniques de retroil·luminació LED

### LEDs blancs
Els LEDs blancs són capaços d'emetre llum blanca directament. Un LED blanc està format normalment per un LED blau amb fòsfor groc per donar la impressió de llum blanca. En conseqüència, la densitat espectral és més forta en la part verda, però té certes carències en zones del blau el vermell. Tenen poca eficiència i requereixen alta potència però obtenen valors més alts de luminància i són més senzills i econòmics que els LEDs basats en RGB. S'utilitzen principalment en ordinadors portàtils i pràcticament en totes les pantalles LCD de mòbils.

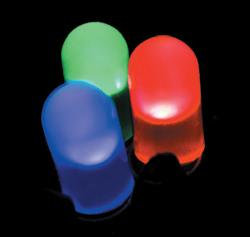
Exemple de LEDs RGB.

### LEDs RGB
Els LEDs RGB consisteixen, com es pot veure a la fotografía de la dreta, en tres leds (un vermell, un blau i un verd) que es combinen per emetre llum blanca a diferents temperatures. Són de baixa potència i se'n poden utilitzar centenars o fins i tot milers. El punt fort dels LEDs RGB és la seva capacitat d'oferir una àmplia gamma de colors. Això és possible, ja que en utilitzar tres LEDs de diferents colors, el color verd no té tanta intensitat com la dels LEDs blancs i s'obté una densitat espectral dels colors més pura. D'aquesta manera és possible reproduir alguns colors que en pantalles LCD CCFL no seria possible.

## Característiques de les pantalles LED

### Gamma de colors
És un fet desitjable poder veure una imatge en una pantalla LCD tal com seria a la natura. Una gamma de colors acceptable està definida pel triangle de colors NTSC. Com ja s'ha comentat, gràcies a l'espectre més estret emès per un LED vermell, verd i blau, i les característiques dels filtres de color de les pantalles LCD, la gamma de colors de les pantalles LED supera el triangle de colors NTSC. Existeixen diferents formes de superar-lo segons la configuració dels LEDs.

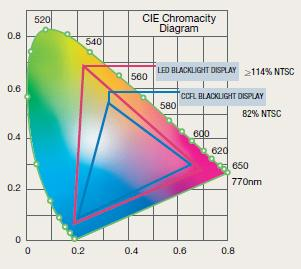
Diagrama cromàtic CIE on es compara la retroil·luminació LED amb la CCFL.

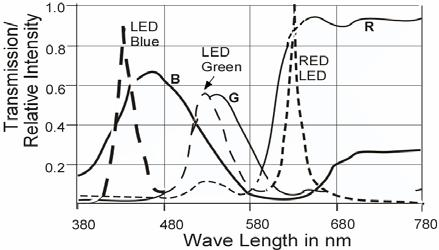
Espectre de tres primars RGB LED.

En el cas d'utilitzar els tres colors primaris (RGB), amb una proporció d'un 64% de verd, 28% de vermell i 8% de blau, es pot aconseguir un 110% de la gamma de colors NTSC. A la figura de la dreta es mostra l'espectre de colors LED i les característiques dels filtres. Es pot observar que els filtres tenen una banda de pas ample i, per tant, cada filtre de color permet passar colors dins d'una gran varietat de longituds d'ona. Per exemple, el filtre del color vermell deixa passar el taronja i tant el filtre del verd com el del blau deixen passar el turquesa. També es pot apreciar l'espectre estret dels LEDs en comparació amb aquests filtres. En canvi, les unitats de retroil·luminació CCFL presenten generalment bandes de pas més amples i pics secundaris (especialment en els colors vermell i blau) i en conseqüència no es pot aconseguir la mateixa puresa de colors amb CCFL que amb LED. Un televisor LCD CCFL pot cobrir només un 82% de la gamma de colors RGB de NTSC, això significa que un 18% dels possibles no són representables, fet que limita la profunditat i diversitat dels colors.
També és possible utilitzar quatre colors primaris, dos verds, un blau i un vermell, en mode de transmissió de camp seqüencial, possible gràcies a la ràpida resposta dels LEDs (de l'ordre de 100ns). Així, es pot obtenir un 122% del triangle NTSC.
Una altra configuració consisteix a aplicar sis colors primaris, dos verds, dos blaus i dos vermells. D'aquesta manera s'aconsegueix un 145% NTSC.

### Eficiència
Una de les raons a favor de la utilització de LEDs en la retroil·luminació de pantalles LCD és la seva eficiència. Tot i que els llums fluorescents de les unitats CCFL fan una bona feina en la conversió d'electricitat en llum, els LEDs ho fan encara millor. Els fabricants indiquen que s'obté una millora de fins a un 30% d'eficiència, que pot ser encara superior durant els anys d'ús de la pantalla, especialment en pantalles grans.

### Gruix i contrast
Pel que fa al gruix de les pantalles, cal tenir en compte que els LED són molt més petits que els llums fluorescents, i malgrat el gran nombre de LED que calen per a il·luminar una pantalla, el conjunt necessita menys espai que els tubs. Això fa que es puguin crear pantalles més primes i, per tant, que ocupin menys espai.
A més, les pantalles LED poden ser encara més primes però implica una repercussió en el contrast. Això depèn de com s'instal·la la unitat de retroil·luminació. Existeixen dos mètodes: directe i edge.

#### Retroil·luminació directa
El mètode directe es basa en una tècnica anomenada atenuació local (local dimming) amb l'objectiu d'aplicar una retroil·luminació completa. Aquestes pantalles organitzen cadascun dels LEDs (n'hi poden haver uns 1.500) en una quadrícula darrera la pantalla LCD. El fet que cada LED il·lumini una part específica de la pantalla fa que, en conjunt, puguin il·luminar o enfosquir diferents zones de la pantalla de manera independent, per tal de coincidir amb el contingut mostrat en aquesta, millorant el contrast i la qualitat de la imatge en general.
Per exemple, en una escena on es mostrés la Terra vista des de l'espai, es podria maximitzar la brillantor de les llums del planeta, mentre que les de l'espai, negre, es podrien apagar per ajudar a enfosquir la pantalla en aquestes zones. D'aquesta manera no només es millora l'eficiència, ja que no estan enceses totes les llums alhora, sinó que a més millora el contrast, produint negres més negres i blancs més blancs en la mateixa pantalla.

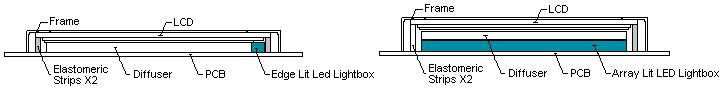
Retroi·luminació edge, a l'esquerra i directa, a la dreta.

#### Retroil·luminacióedge
D'altra banda, el mètode edge (llindar) consisteix a agrupar els LEDs únicament a les vores de la pantalla. L'avantatge és que es poden fer pantalles extremadament primes, però al perdre l'habilitat d'encendre o apagar zones de la retroil·luminació el contrast i la qualitat de la imatge poden empitjorar si la llum no està suficientment dispersada.